# Sabrina Bakare
Sabrina Bakare (ur. 14 maja 1996) – brytyjska lekkoatletka, specjalistka od biegów sprinterskich.
W 2013 w Doniecku została mistrzynią świata juniorów młodszych na dystansie 400 metrów. Rok później zdobyła srebro juniorskich mistrzostw świata w sztafecie 4 × 400 metrów.

## Osiągnięcia
| Rok  | Impreza                               | Miejsce | Konkurencja             | Lokata     | Wynik   |
| ---- | ------------------------------------- | ------- | ----------------------- | ---------- | ------- |
| 2013 | Mistrzostwa świata juniorów młodszych | Donieck | bieg na 400 metrów      | 1. miejsce | 52,77   |
| 2014 | Mistrzostwa świata juniorów           | Eugene  | sztafeta 4 × 400 metrów | 2. miejsce | 3:32,00 |

## Rekordy życiowe
- Bieg na 200 metrów – 24,49 (2013)
- Bieg na 400 metrów – 52,77 (2013)